# Ramón Cabanillas
Ramón Cabanillas Enríquez (Cambados, 3 de junio de 1876 - ibidem, 9 de noviembre de 1959), Moncho para los amigos, fue un poeta gallego. Considerado dentro de la literatura gallega como el enlace entre el Rexurdimento y la modernidad literaria del siglo XX, la crítica suele encuadrarlo bien en una generación intermedia, la llamada Xeración Antre Dous Séculos ("generación entre dos siglos"), bien como un miembro más de la generación literaria surgida a la luz de las Irmandades da Fala.

## Biografía
Tras abandonar la carrera eclesiástica en Santiago de Compostela, regresó a su pueblo natal, Cambados, donde trabajó como funcionario del Ayuntamiento. Con treinta y cuatro años emigró a Cuba, dónde residió entre 1910 y 1915. Allí conoció a Basilio Álvarez, quien lo ganó para la causa agrarista y a Xosé Fontenla Leal que fue clave para que comenzara a escribir en gallego. En La Habana publicó No desterro (1913) y Vento mareiro (1915).

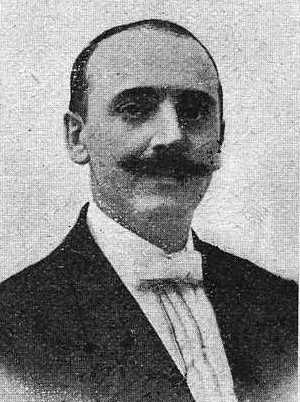
Ramón Cabanillas.

De vuelta a Galicia, trabajó en varios ayuntamientos y continuó la lucha agrarista. El compromiso con el proyecto de las Irmandades da Fala lo llevó a colaborar asiduamente en A Nosa Terra, convirtiéndose en la voz lírica del movimiento. Inicialmente próximo a posturas tradicionalistas, enseguida compartió las tesis de Vicente Risco, cuyo proyecto estético y cultural influiría decididamente en su producción posterior. 

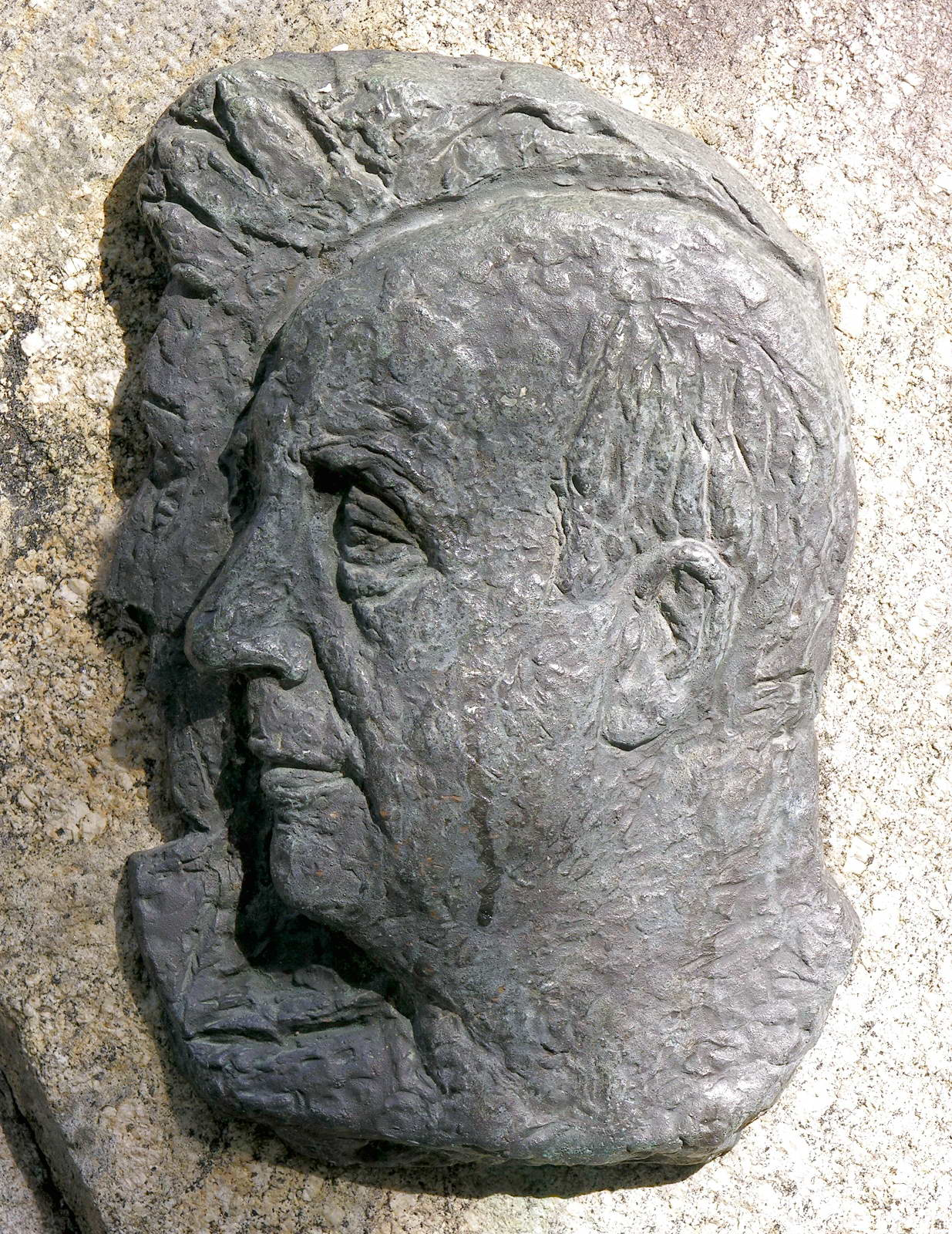
Retrato en relieve de Ramón Cabanillas al pie de una estatua en Cambados.

Fue aclamado como Poeta da Raza y utilizó sus poemas al servicio del galleguismo, abandonando los ecos intimistas presentes en su primera poesía. Así, en Da terra asoballada ("De la tierra avasallada", 1917; segunda edición de 1926, que sólo reproduce cuatro poemas de la primera edición, con un sentido más crítico y social que la segunda) y en las nuevas ediciones de los poemarios publicados en La Habana, Cabanillas mantuvo una actitud educadora. Pretendió concienciar el pueblo y acercarlo al nacionalismo. Con estos mismos objetivos escribió, la instancias de Antón Villar Ponte, la pieza dramática «A man de Santiña» (1921). En colaboración con él compondría en 1926 la tragedia histórica «O mariscal», sobre la ejecución del mariscal Pedro Pardo de Cela por parte de los Reyes Católicos a las puertas de la catedral de Mondoñedo, presentada como la venganza del poder central castellano contra los señores feudales gallegos. 
En 1926 vio la luz el poemario «Na noite estrelecida», dónde, siguiendo las teorías de Risco, Cabanillas reelabora mitos del ciclo artúrico que funcionen como símbolos productivos. Se trata de un poemario que fue considerado por el propio Cabanillas como el punto culminante de su obra, algo en lo que concuerda buena parte de la crítica actual. 
El depurado lenguaje, la constante preocupación formal -de clara filiación modernista, si bien que el poeta "galleguiza" ese modernismo- están al servicio de un proyecto de exaltación mítico-patriótica: el mundo artúrico, galleguizado también, funciona como un auténtico referente para los nuevos caballeros del Grial, encarnados por el movimiento renovador de las Irmandades da Fala.
Ya en 1927, Cabanillas recupera el lirismo intimista con la publicación de «A rosa de cen follas», acaso el texto donde más se manifiestan los ecos rosalianos.
En 1920 fue elegido miembro de la Real Academia Gallega, para cuyo ingreso leyó un discurso titulado "A saudade nos poetas galegos" (La tristeza en los poetas gallegos). En 1929 haría lo mismo en la Real Academia Española con un ensayo sobre Eduardo Pondal. Instalado en Madrid desde su incorporación a esta institución, el poeta atravesó un largo período de silencio que rompería la finales de la década de los cuarenta con «Camiños no tempo» (Caminos en el tiempo). Comienza entonces una nueva etapa en que vieron la luz «Antífona da Cantiga» (1951), «Da miña zanfona» (1954), «Versos de alleas terras e tempos idos» (1954) y «Samos» (1958), su último libro publicado en vida. 
Varios de sus poemas fueron musicados por Juan Pardo en su LP en gallego "Galicia, miña nai dos dous mares" (1976).
Falleció en Cambados el 9 de noviembre de 1959. En la actualidad sus restos mortales se encuentran depositados en la iglesia del  Convento de Santo Domingo de Bonaval, en el espacio conocido como Panteón de Galegos Ilustres, en Santiago de Compostela.

## Obra literaria

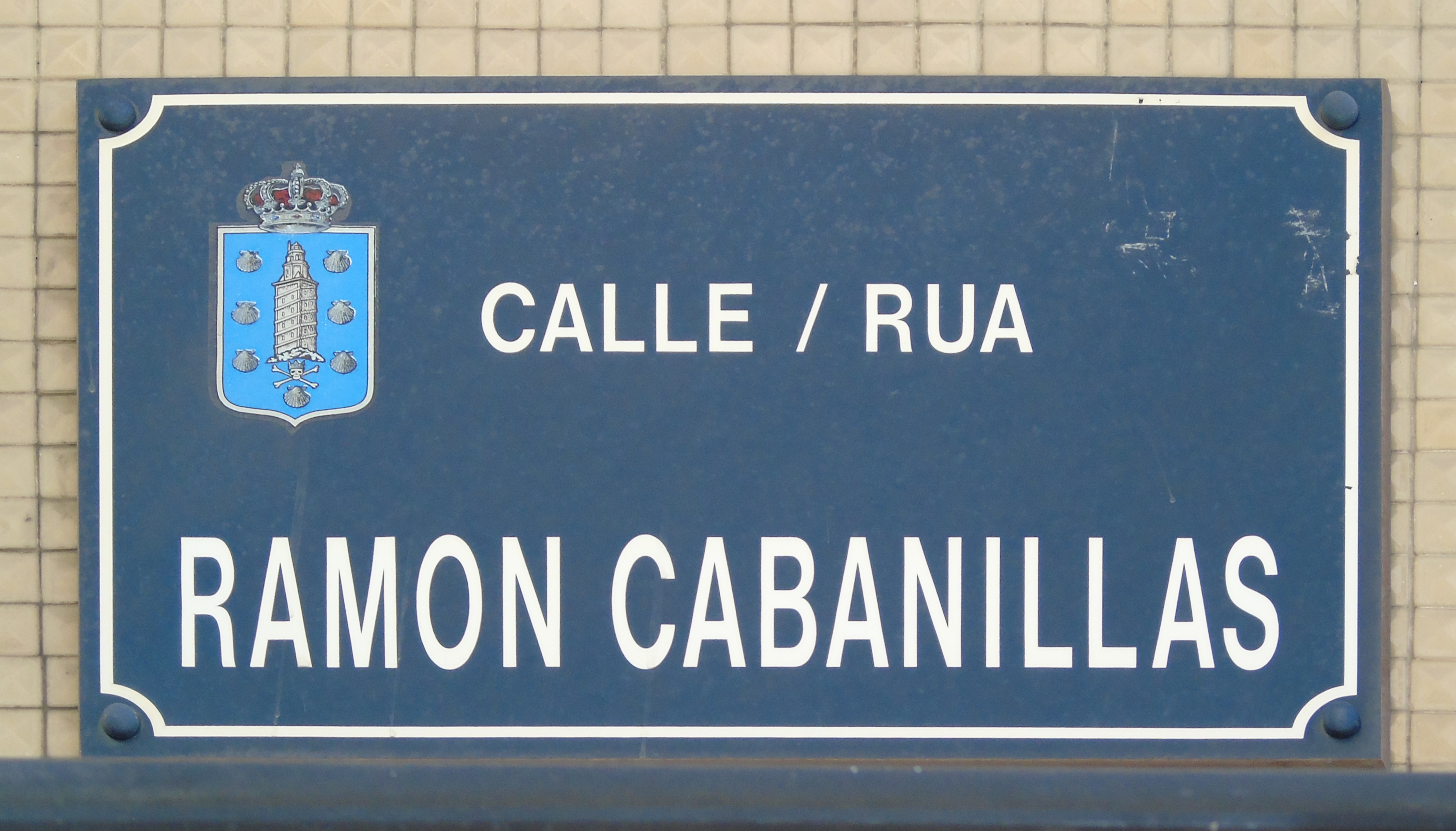
Calle Ramón Cabanillas en La Coruña.

### Características generales
Calificado por sus compañeros generacionales como Poeta da Raza (Poeta de la raza) y valorado como el legítimo sucesor de Rosalía de Castro, Eduardo Pondal y Curros Enríquez, Cabanillas fue un autor de rápido reconocimiento popular y académico. En su haber se cuenta el haber conducido a la poesía en gallego hacia la modernidad y su obra fue considerada desde los primeros momentos dentro del canon de la literatura gallega.

Aunque en sus comienzos adoptó un tono radical en el contexto de las luchas agrarias de los años 10, Cabanillas terminó por alinearse en el sector más conservador y menos político de las Irmandades, el conocido como Grupo Nós. Su tradicionalismo se observa en rasgos como su religiosidad, su concepción ruralista de Galicia y su escepticismo crítico ante cualquier sistema de gobierno, sin hacer distinciones ideológicas esenciales entre ellos.
Seguidor del esteticismo ideológico de Vicente Risco, Cabanillas expresa con su poesía el culturalismo de este, elaborando mitos identificadores y buscando en el pasado símbolos aglutinadores de una conciencia nacional gallega.
Como temas principales en su obra podemos encontrar una primera etapa con poemas intimistas que muestran la nostalgia del destierro. En una segunda etapa adopta una actitud didáctica buscando acercar al pueblo al galleguismo, su poesía se caracterizará por el tema cívico e intimista. En su tercera etapa Mítico-Saudosista, donde esceibe "Na noite estrelecida", se caracteriza por la evocación de un pasado histórico lejendario. Finalmente alcanza la madurez creadora en su última etapa en la posguerra. 
La crítica ha señalado como elementos básicos de su obra literaria los siguientes: la tradición clásica greco-latina (perceptible, especialmente, en Versos de alleas terras e tempos idos (Paráfrasis galegas) (1955) y Samos (1958)); la tradición folclórica gallega (como demuestra al antologarla en Antífona da cantiga, 1951); los maestros del Rexurdimento (especialmente, Rosalía, Pondal y Curros); y, especialmente, el romanticismo tardío (Heine y Rosalía de Castro) y el simbolismo y postsimbolismo.
La original, en el contexto de la literatura gallega, aproximación de Cabanilla a la literatura del modernismo fue propiciada por su estancia en Cuba entre 1910 y 1915. El modernismo de Cabanillas es sobre todo formal: versatilidad métricas, tópicos en los contenidos (ambientes aristocráticos, exotismo...), sensualidad, musicalidad, melancolía, preciosismo verbal, etc.; su apuesta por el folclore, lo narrativo y el léxico rural, y su orientación ética y concienciadora, lo separan de forma insalvable de una mayor profundización en la estética modernista.
También, una vez dentro de las Irmandades, Cabanillas se ve influido en los años veinte por el saudosismo portugués, lo que se materializa en una mayor atención a los temas históricos, la mitología y el misticismo entre cristiano y panteísta.
Finalmente, su obra de madurez muestra influjos de sus lecturas de William Butler Yeats, del pensamiento de la Irish Literary Society y de Alfred Tennyson, responsable este último del interés de Cabanillas por la mitología artúrica.

### Etapas de su evolución poética
En la trayectoria literaria de Ramón Cabanillas se pueden distinguir cuatro fases:
1. etapa de formación o pregalleguista(1910-1915): intelectualmente, se sitúa en este momento en un pensamiento pregalleguista, sobre todo si se tiene en cuenta que estos años, por razones económicas, los pasa en Cuba, lugar donde empieza a publicar. Con todo, sus textos son escritos ya en gallego, animado por los círculos galleguistas de la isla. Durante este periodo, publica sus dos primeros libros: No desterro. Visións gallegas (1913) y Vento mareiro (1915), muy influidos tanto por la literatura del Rexurdimento, especialmente por Rosalía y Curros, como por las innovaciones métricas del modernismo de Rubén Darío a la vez que imita la tradición con el empleo de metros populares y clásicos.
2. etapa galleguista (1916-1920): en esta etapa Cabanillas se pone al servicio de la ideología de las Irmandades y se convierte en un poeta netamente civil. Su poesía pierde la agresividad de su fase pro-agrarista y adopta un didactismo encaminado a dar a conocer a las grandes figuras de la cultura gallega (Rosalía, Pondal, Brañas, Lois Porteiro...) con objeto de reivindicar el orgullo nacional gallego; en este sentido, Cabanillas aborda el conflicto Galicia-Castilla como eje de muchos de sus poemas, simbolizando a ambas regiones en los papeles de oprimido y opresor, respectivamente. Como motivos caracterizadores de la identidad gallega, aparecen en esta etapa temas como el idioma, el celtismo, la referencia al modelo irlandés, etc. Destaca en esta fase de su producción el libro, de título significativo, Da terra asoballada (1917) -De la tierra avasallada.
3. etapa mítico-saudosista (1921-1930): siguiendo el culturalismo de Vicente Risco dentro de las Irmandades, Cabanillas intenta escribir una poesía mitificadora del pasado con una perspectiva saudosista. Adopta para ello el género de la poesía narrativa, y escribe Na noite estrelecida (1926), actualizando la materia de Bretaña con matices patrióticos y cristianos. Cabanillas expone en esta etapa poética su visión de una Galicia conformada por lo celta y la época medieval, la cual con la dominación castellana significaría el fracaso de las aspiraciones nacionales de Galicia. Estilísticamente, Cabanillas hace uso de símbolos y numerosas referencia eruditas, incluyendo el uso de versos cultos como el alejandrino.
4. etapa de posguerra o mística (1939-1959): en los años cuarenta, Cabanillas inició una segunda madurez literaria, influido por poetas como Antonio Machado y por sucesos históricos como la Guerra civil española y la represión de posguerra. Pertenecen a esta época las obras Antífona da cantiga(1950), una recompilación de cantigas populares y Da miña zanfona(1954), poesía amarga de tono moralizante que habla de la tristeza, la juventud perdida, la vida y la muerte... Como fruto de sus estadías en el monasterio de Samos, escribe Samos (1958)